# Sosnowyj Bor (obwód kirowski)
Sosnowyj Bor (ros. Сосновый Бор) – osiedle w Rosji, w obwodzie kirowskim, w rejonie oriczewskim. W 2010 liczyło 171 mieszkańców.